# Lomographa tenebrosa
Lomographa tenebrosa är en fjärilsart som beskrevs av Swinhoe 1902. Lomographa tenebrosa ingår i släktet Lomographa och familjen mätare. Inga underarter finns listade i Catalogue of Life.